# Simone Bevilacqua
Simone Bevilacqua (Thiene, 22 de febrero de 1997) es un ciclista italiano que fue profesional entre 2018 y 2023.

## Palmarés
2017 (como amateur)
- Trofeo Almar

2019
- 1 etapa del Tour de Langkawi[2]

## Resultados en Grandes Vueltas
| Carrera | Carrera         | 2018 | 2019 | 2020  | 2021 | 2022 | 2023 |
| ------- | --------------- | ---- | ---- | ----- | ---- | ---- | ---- |
|         | Giro de Italia  | —    | —    | 127.º | —    | —    | —    |
|         | Tour de Francia | —    | —    | —     | —    | —    | —    |
|         | Vuelta a España | —    | —    | —     | —    | —    | —    |

—: no participa

Ab.: abandono